# 马其顿王朝

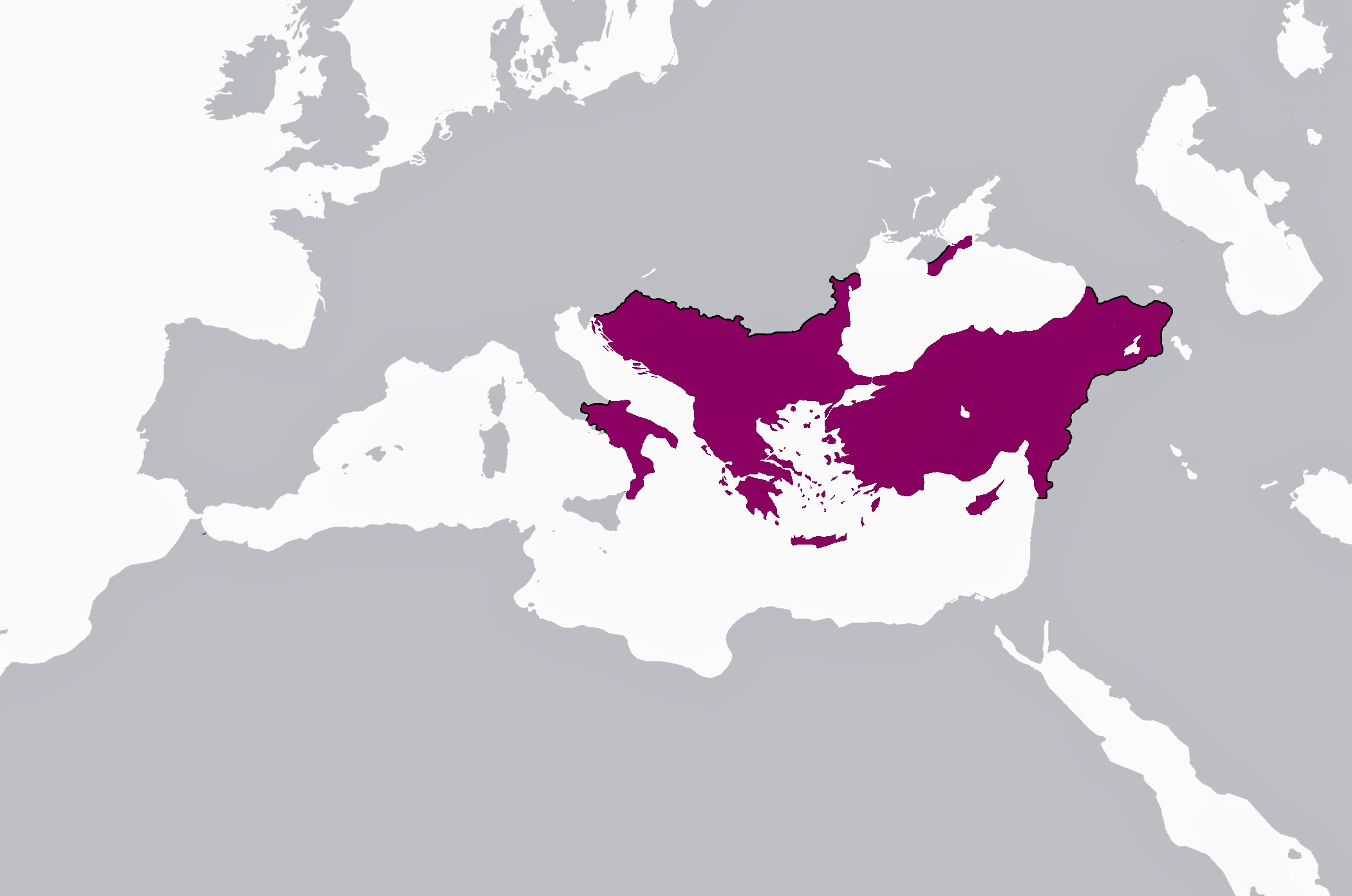
拜占庭帝国马其顿王朝的疆域（巴西尔二世在位期間）

马其顿王朝（希臘語：Μακεδονική Δυναστεία）是拜占庭帝国的一个王朝（867年－1056年）。创立者为出生于马其顿军区的巴西尔一世得名。867年9月23日，巴西尔一世发动宫廷政变，暗殺米海尔三世，开创马其顿王朝。马其顿王朝统治期间是拜占廷帝国的另一個全盛时代。1018年征服保加利亚王国。1056年，末代女皇狄奥多拉去世，无嗣，王朝终结。

## 历史
867年9月的一个夜里，朝臣巴西尔杀死了皇帝米海尔三世，篡位称帝，称巴西尔一世，掀开了拜占庭帝國马其顿王朝的篇章。
巴西尔一世在位的19年里，拜占庭帝国经过了杀伐占领了不少领土。继任的利奥六世于896年与保加利亚签订合约：拜占庭帝国每年向保加利亚进贡。后来，利奥六世将阿拉伯人赶出爱琴海。但到了亚历山大统治时，撕毁了896年与保加利亚签订的合约。结果让保加利亚兴师问罪。
到了君士坦丁七世和罗曼努斯二世时期开始收复失地。而到了尼基弗鲁斯二世和约翰一世统治时，打败了保加利亚、基辅罗斯和阿拉伯人，兵锋直指叙利亚。到了巴西尔二世，帝国已收复亚美尼亚、北叙利亚和东南欧全境、南意大利一带。但到了君士坦丁八世和佐伊女皇的时候，拜占庭江河日下，处于内乱之中。因马其顿王朝绝嗣，使马其顿王朝自然告终。

## 历代皇帝
- 巴西尔一世：867年 - 886年，马其顿农民，属亞美尼亞族；杀害米海尔三世夺取皇位。
- 利奥六世：886年 - 912年，名義上是巴西爾一世之子，實際上可能是米海尔三世的儿子。
- 亚历山大：912年 - 913年，巴西爾一世的第三子。
- 君士坦丁七世：913年 - 959年，利奥六世之子。
- 罗曼努斯一世：919年 - 944年，君士坦丁七世的岳父。
- 罗曼努斯二世：959年 - 963年，君士坦丁七世之子。
- 尼基弗鲁斯二世：963年 - 969年，卡帕多细亚贵族，与罗曼努斯二世的遗孀賽奧法洛结婚，被谋杀。
- 约翰一世：969年 - 976年，賽奧法洛的情夫，谋杀尼基弗鲁斯二世夺取皇位。
- 巴西尔二世：976年 - 1025年，罗曼努斯二世之子。
- 君士坦丁八世：1025年 - 1028年，罗曼努斯二世之子。
- 佐伊：1028年 - 1041年，君士坦丁八世之女。
  - 罗曼努斯三世：1028年 - 1034年，佐伊的第一任丈夫，与妻子共治。
  - 米海尔四世：1034年 - 1041年，佐伊的第二任丈夫，与妻子共治，被侄子推翻，不久病死。
- 米海尔五世：1041年 - 1042年，米海尔四世的侄子，被提升为共治皇帝，发动政变废黜米海尔四世和佐伊一世，成为唯一的皇帝，后被帝都贵族废黜。
- 佐伊：1042年 - 1050年，复位。
  - 狄奥多拉：1042年，佐伊之妹，与其姐共治。
  - 君士坦丁九世：1042年 - 1050年，佐伊的第三任丈夫，与妻子共治。
- 君士坦丁九世：1050年 - 1055年，唯一皇帝。
- 狄奥多拉：1055年 - 1056年，佐伊之妹，唯一皇帝。